# Клан Макальпін

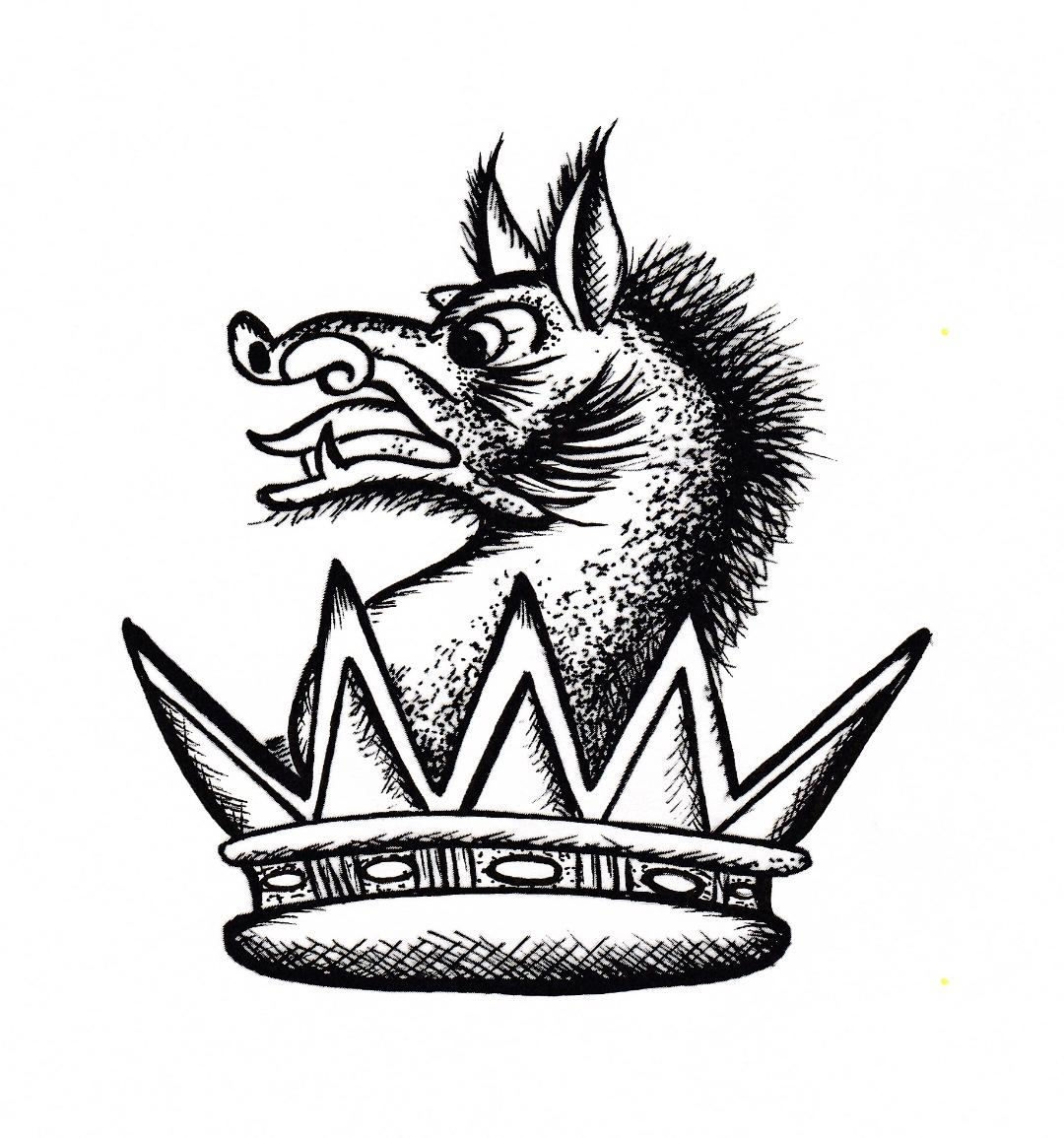
Герб вождів клану МакАльпін.

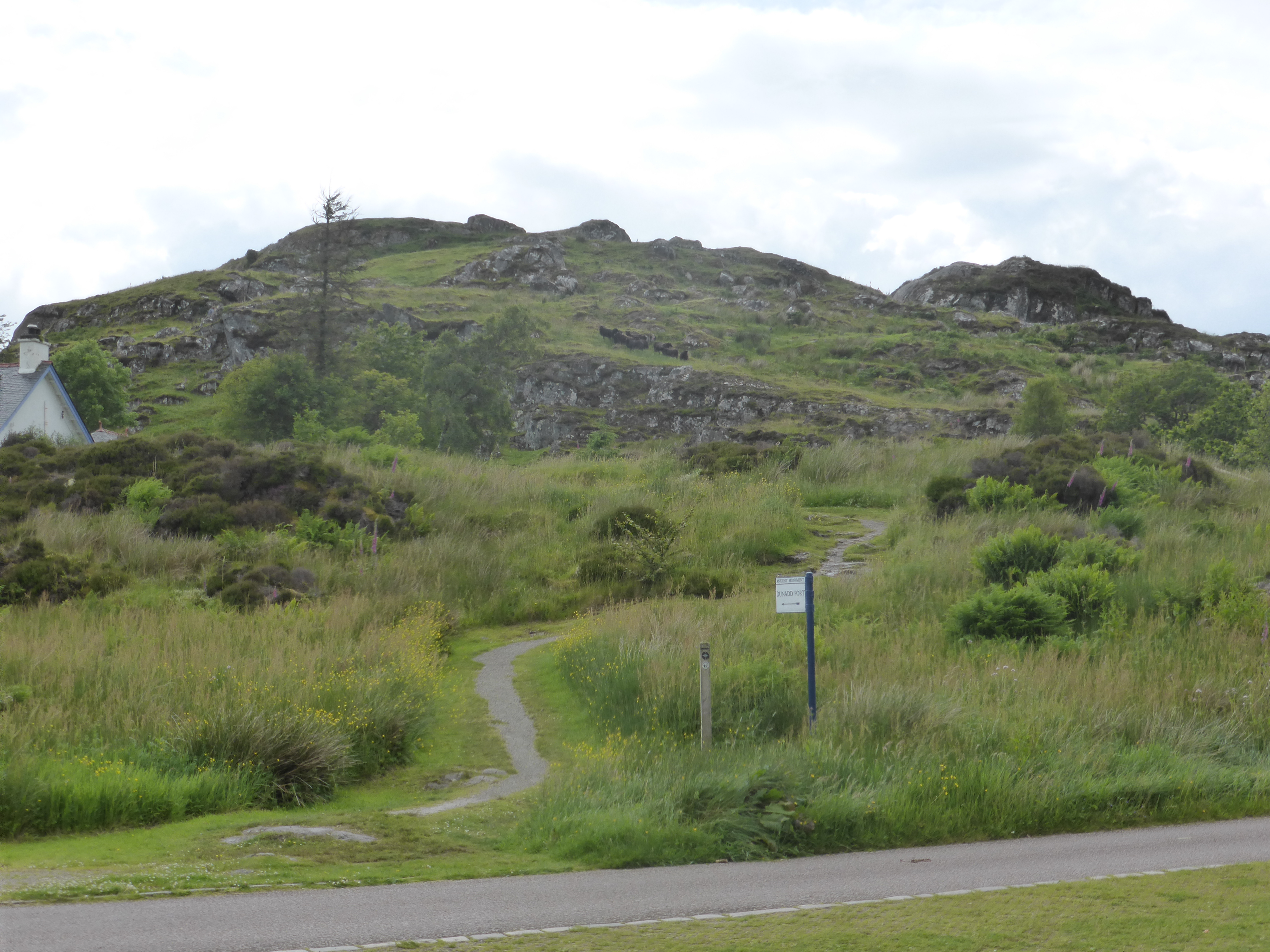
Дунадд – місце, де колись стояв замок Кеннета МакАльпіна – вождя клану МакАльпін.

Клан МакАльпін — (шотл. гельк. — Clan MacAlpine, Clan MacAilpein) — клан МакАлпін, МакАльпейн — один з гірських кланів Шотландії. На сьогодні клан не має визнаного герольдами Шотландії вождя, тому називається в Шотландії «кланом зброєносців».
Девіз клану: Cuinich bas Alpan — Пам'ятай про смерть Альпіна (гельск.).
Землі клану: Данстаффнейдж
Символ клану: гілка сосни.

## Історія клану МакАлпін
МакАлпін — сини Алпіна — цю назву застосовували щодо себе чимало кланів Шотландії. Ці клани приписували собі походження від останнього короля королівства Дал Ріада і першого короля Шотландії Кеннета мак Альпіна. Клани які застосовували до себе цю назву це клани МакГрегор, Грант, МакКіннон, МакКваррі, МакНаб, МакДаффі, МакФі), МакОлей. Але був ще один клан, який крім назви МакАльпін не мав іншої назви.
Резиденцією вождів цього клану був замок Данстаффнейдж в Аргайлі — у давньому володіння короля Кеннета мак Альпіна. Цей король був останнім королем королівства Дал Ріада — королівства, що його заснували ірландці з племені скотт, захопивши західну частину теперішньої Шотландії (тодішньої Альби або Каледонії). Кеннет мак Альпін зумів завоювати королівство піктів — королівство Альба і створити державу Шотландія. Це сталося у 843 році. Сам король Кеннет мак Альпін мав по батькові походження від скоттів, а по матері — походження від піктів — давнього населення Шотландії у яких були сильні пережитки матріархату. На той час королівство піктів було сильно ослаблене набігами вікінгів. Це дозволило скоттам завоювати їх королівство і майже повністю винищити піктів, асимілювавши їх залишки. Кеннет мак Альпін помер в 858 році і його нащадки протягом багатьох поколінь правили Шотландією.
У 1725 році народилась Едіт МакАльпін, що вийшла заміж за Арчібальда МакГрегора (народився у 1730 році), що воював на боці принца Стюарта і повстанців якобітів. Коли принц був розбитий і надії на незалежність і свободу Шотландії були втрачені, подружжя втекло до Америки - до колонії Північна Кароліна, де у них народилась донька Енн МакГрегор.